# Minerva J. Chapman
Pour les articles homonymes, voir Chapman.
Minerva Josephine Chapman (6 décembre 1858, Sand Bank (Altmar) - juin 1947) est une artiste peintre américaine. Elle est principalement connue pour son travail dans le portrait miniature, le paysage et la nature morte.

## Biographie
Originaire de l'État de New York, Minerva Josephine Chapman est la fille aînée de Josephine et James L. Chapman. Surnommée Minnie, elle grandit sur l'avenue Vernon à Chicago dans l'Illinois. Son père, banquier et propriétaire de tannerie est financièrement capable de permettre à sa fille de poursuivre des études collégiales et artistiques. Dans le même temps, les femmes sont autorisées à entrer dans des académies d'art prestigieuses aux États-Unis. En 1867, Minerva Josephine Chapman entre au Mount Holyoke College puis intègre l'Université de Chicago en 1875. Entre 1880 et 1886, elle bénéficie de cours privés avec Annie Cornelia Shaw, puis John Vanderpoel au sein l'École de l'Institut d'Art de Chicago. Elle entreprend à la même période un voyage initiatique dans l'est des États-Unis.
Dès 1986, Minerva Josephine Chapman se rend en Suisse, en Hollande, en Belgique, avant d'étudier avec Georg Jocobedis à Munich. Elle déménage avec sa sœur Blanche à Paris. L'accès à l'école des beaux-arts de Paris n'est possible pour les femmes, qu'à partir de 1897. Elle s'inscrit alors à l'Académie Julian, puis elle prend des leçons privées avec le peintre Charles Augustus C. Lasar, qui encourage la peinture impressionniste, les natures mortes et les paysages. Pendant son séjour à Paris, elle étudie également entre 1887 et 1897 avec Raphaël Collin, Gustave Courtois, Tony Robert-Fleury et William-Adolphe Bouguereau.
En septembre 1914 marquant les débuts de la Première Guerre mondiale, elle embarque sur le SS City of New York, paquebot transatlantique britannique reliant Liverpool à Arlington Heights dans l'Illinois. Elle emménage à Chicago, puis à San Diego en Californie. En 1919, elle retourne à Paris avec l'intention de n'y rester que deux années.
En 1925, elle s'installe à Palo Alto, en Californie et continue à peindre jusqu'en 1932, où son activité artistique cesse en raison d'une perte de la vue. Minerva Josephine Chapman décède en juin 1947, à l'âge de 88 ans.

## Carrière artistique
Minerva Josephine Chapman réalise des portraits, des paysages, des miniatures sur de l'ivoire et sur toile. Elle réside pendant une grande partie de sa carrière à Paris avec des voyages entrecoupés à Chicago, comme en 1893 où son travail est exposé à The Village Church lors de l'Exposition universelle de Chicago. En 1898, trois de ses peintures sont présentées lors d'une exposition du Chicago Institute of Art. Deux d'entre elles représentent des portraits de femmes et la troisième une peinture d'intérieur d'un studio. En janvier 1908, elle expose 34 miniatures à l'Art Institute of Chicago Exhibition.

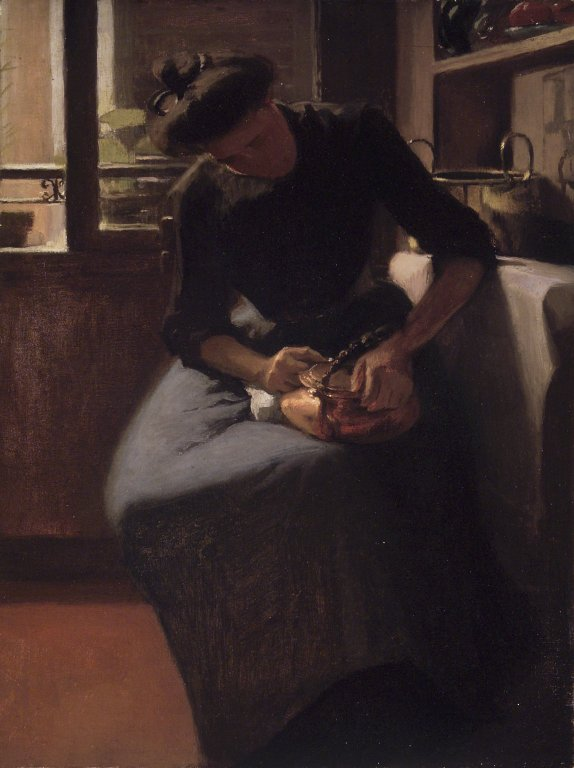
Woman Polishing a Kettle par Minerva Josephine Chapman (entre 1910 et 1914), Brooklyn Museum.

À travers ses œuvres, l'artiste capture l'émancipation féminine associée à la New Woman, comme les changements vestimentaires ou les expressions d'une nouvelle indépendance. Les peintures de Minerva Josephine Chapman sont exposées dans les hauts lieux de l'art tels à la Society of American Artists, à l'American Society of Miniature Painters, à la Royal Academy de Londres, à la National Academy of Design à Washington ou au Salon de la Société nationale des Beaux-Arts de Paris. En 1915, elle participe à l'exposition internationale de Panama-Pacific à San Francisco, où elle remporte des médailles d'or.
Sa peinture à l'huile, Garden of the Tuileries, Paris fait partie de la collection du Smithsonian American Art Museum. Son travail est également présent dans les collections du Mount Holyoke College, du National Museum of Women in the Arts à Washington et du Musée du Luxembourg à Paris.
En 1906, elle est élue membre du Salon de la Société Nationale des Beaux-Arts. En 1909, elle intègre l'International Art Union et en devient la première femme présidente en 1914.

## Héritage
Une rétrospective du travail de Minerva Josephine Chapman a lieu à la Wortsman Rowe Galleries du 18 janvier au 16 février 1974 et une seconde au musée d'art du Mount Holyoke College en 1986,.
En 2006, trente de ses 181 miniatures participent à l'exposition Off the Pedestal : New Women in the Art of Homer, Chase, and Sargent au Frick Art & Historical Center de Pittsburgh. En 2007, ses œuvres font partie d'une exposition itinérante d'étudiants de William-Adolphe Bouguereau, dont Robert Henri, Cecilia Beaux, Anna Klumpke, Eanger Irving Couse et Elizabeth Jane Gardner.